# 施惠國
施惠國，也譯為帕納姆，是蘇珊·柯林斯系列小說《飢餓遊戲三部曲》中虛構的反烏托邦式國家，位於北美洲。施惠國的政權在北美洲發生了一系列災難後被建立起來。該國以都城為中心，共分為十二個行政區（曾是十三個），每個行政區都有各自負責的產業。在小說中施惠國的領導人是史諾總統。

## 都城
都城（The Capitol）是施惠國政府所在地。十二個行政區源源不絕地向都城供應各種物資，因此都城遠比十二個行政區更加富裕。那裡的居民生活糜爛奢華，瘋狂追求時尚，不少居民都經過整容，並穿著鮮豔的服裝。

## 行政區
- 第一區：專事生產奢侈品。在那裡的孩子從小就開始為參與飢餓遊戲接受訓練，他們為成為貢品感到自豪。來自第一區、第二區和第四區的貢品通常被稱為「專業貢品」。
- 第二區：專門負責採石，面積非常大，由許多小村落組成。居民的生活條件比其他行政區都好，大多數的維安人員也來自該區。
- 第三區：專事生產電子產品與軍火，如電視、汽車和炸藥。
- 第四區：是一個專門從事漁業的沿海行政區，負責向都城供應海鮮。
- 第五區：專門從事電力。
- 第六區：專門從事交通運輸業[3]。
- 第七區：專門負責伐木與造紙。
- 第八區：專門生產紡織品。
- 第九區：專門生產糧食。
- 第十區：專門從事畜牧業。
- 第十一區：專門從事農業。
- 第十二區：負責供應煤礦[4]，是距離都城最遠的行政區，也是十二個行政區中最貧困的。小說中不少主要角色如凱妮絲、比德、蓋爾（法语：Gale Hawthorne）和黑密契都來自於第十二區。
- 第十三區：負責生產核武器。在所謂「黑暗的日子」的期間，第十三區居民發起叛亂對抗都城，終被鎮壓，政府軍摧毀了第十三區所有的地表設施，其他行政區的居民皆誤以為第十三區已被徹底毀滅。但實際上第十三區叛軍控制了核武器，迫使政府不得不與之簽訂停戰協議，讓第十三區居民居住在地下，多年來第十三區一直在秘密運作著，在小說中第十三區的總統是奧瑪·柯茵。

## 創作
小說作者蘇珊·柯林斯表示：施惠國（尤其是都城）是以歷史上的古羅馬作為參照，「施惠國」（Panem）一詞是來自於拉丁語短語「麵包和馬戲」（Panem et circenses）。柯林斯還說她開始創作小說時就已構想施惠國有十三個行政區，這也是暗喻歷史上大英帝國在北美洲建立的十三殖民地。
《飢餓遊戲》系列電影導演法蘭西斯·羅倫斯在受訪時說電影中的施惠國更多是代表北美洲。

## 外部連結
- 官方網站（英文）